# Cirkus Kabát
Cirkus Kabát bylo koncertní turné české rockové skupiny Kabát. V květnu 2021 skupina vydala prohlášení, ve kterém odložila původně plánované halové turné na rok 2022. Jako alternativu skupina fanouškům nabídla open-air turné v podobě cirkusového šapitó, kde bylo k dispozici 1000 míst ve dvou sektorech.

## Seznam koncertů
| Datum             | Město            | Místo                                 |
| ----------------- | ---------------- | ------------------------------------- |
| 24. července 2021 | Nymburk          | U zimního stadionu, ul. Svatojiřská   |
| 27. července 2021 | Mladá Boleslav   | Krásná louka u ulice Ptácká           |
| 29. července 2021 | Náchod           | Plocha u ulice Plhovská               |
| 31. července 2021 | Hradec Králové   | Aldis, ul. Akademika Bedrny           |
| 3. srpna 2021     | Olomouc          | Parkoviště, ul. Šantova               |
| 5. srpna 2021     | Opava            | Fotbalový stadion, Wolkerova          |
| 7. srpna 2021     | Ostrava          | Dolní oblast Vítkovice                |
| 10. srpna 2021    | Havířov          | Stadion Ragby Havířov                 |
| 12. srpna 2021    | Frýdek-Místek    | U autobusového nádraží, ul. Na Poříčí |
| 14. srpna 2021    | Přerov           | Fotbalové hřiště, Sokolská            |
| 17. srpna 2021    | Zlín             | ul. Výletní                           |
| 19. srpna 2021    | Znojmo           | louka u ul. Dukelských bojovníků      |
| 21. srpna 2021    | Brno             | ul. Hnědkovského                      |
| 24. srpna 2021    | Jihlava          | louka – areál Amfiteátru              |
| 26. srpna 2021    | Třebíč           | louka, ul. Pod Zámkem                 |
| 28. srpna 2021    | Pardubice        | Městský atletický stadion             |
| 31. srpna 2021    | Liberec          | Letiště, ul. Ostašovská               |
| 2. září 2021      | Ústí nad Labem   | u Gymnázia, ul. Sociální péče         |
| 4. září 2021      | Teplice          | Letiště, ul. Novoveská                |
| 7. září 2021      | Chomutov         | U zimního stadionu, ul. Mostecká      |
| 9. září 2021      | Karlovy Vary     | Parkoviště, ul. Západní               |
| 11. září 2021     | Plzeň            | Stadion Plochá dráha                  |
| 14. září 2021     | Písek            | Parkoviště u Výstaviště               |
| 16. září 2021     | České Budějovice | Parkoviště U Výstaviště               |
| 18. září 2021     | Tábor            | Letiště v Sezimově Ústí               |
| 21. září 2021     | Kladno           | u OC Oaza, ul. Arménská               |
| 23. září 2021     | Praha            | u areálu PVA – parkoviště             |

## Sestava
Kabát
- Josef Vojtek – zpěv
- Milan Špalek – baskytara, zpěv
- Ota Váňa – kytara, doprovodné vokály
- Tomáš Krulich – kytara, doprovodné vokály
- Radek Hurčík – bicí, doprovodné vokály